# Museo diocesano d'arte sacra (Pienza)
Il Museo diocesano d'Arte Sacra di Pienza nasce dal Museo della Cattedrale, istituito nel 1901 dal canonico Giovan Battista Mannucci e che aveva sede nel Palazzo dei Canonici, ubicato nella Piazza Pio II sulla sinistra della Concattedrale di Santa Maria Assunta.
La sede del nuovo Museo, inaugurato nel 1998, è stata individuata nel Palazzo Vescovile che s'affaccia sulla piazza, ma che ha il suo ingresso su Corso Rossellino, l'asse viario principale della cittadina valdorciana.

## Percorso espositivo ed opere
Il percorso espositivo si sviluppa in undici sale, lungo il quale le opere d'arte e la suppellettile ecclesiastica, proveniente dal Duomo e dal territorio diocesano, sono esposte secondo un rigoroso criterio cronologico.

### Prima sala

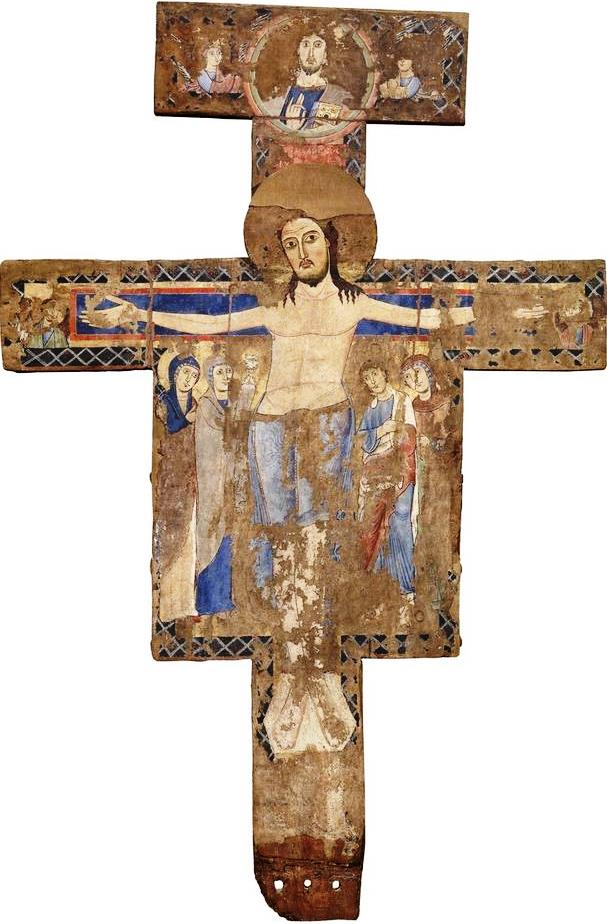
Maestro di San Pietro in Villore, Crocifisso (XII secolo)

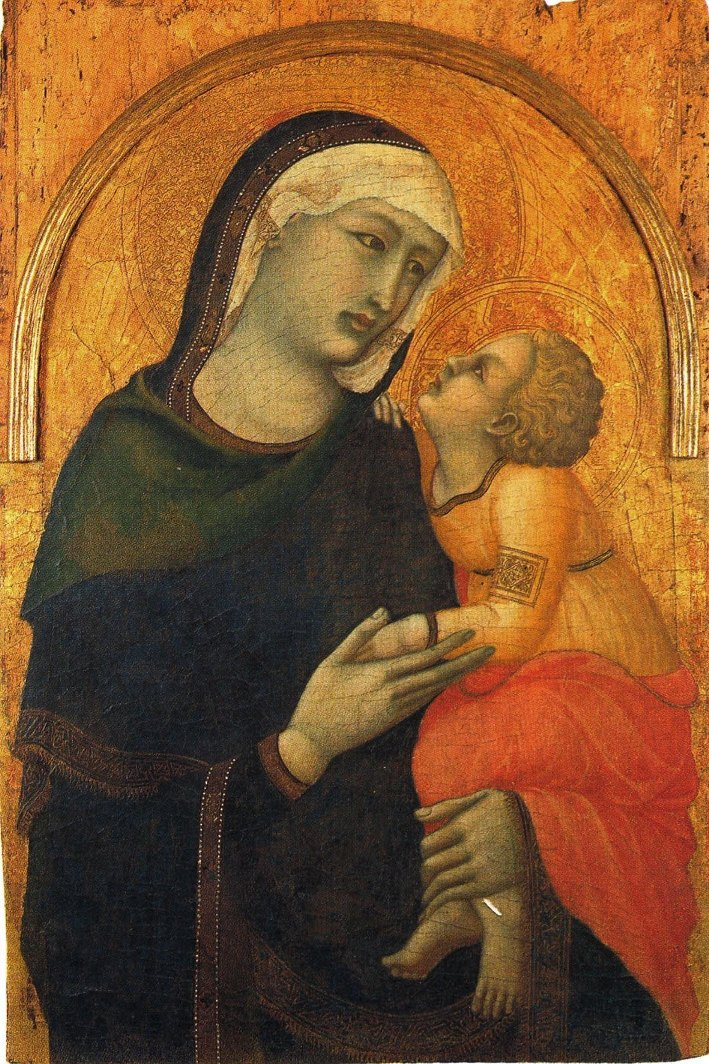
Pietro Lorenzetti, Madonna di Monticchiello (1315 circa)

Nella prima sala sono presentate le opere d'arte più antiche, databili dal XII al XIV secolo, tra cui si segnala:
- Crocifisso (XII secolo), proveniente dalla chiesa di San Pietro in Villore a San Giovanni d'Asso: la croce dipinta, restaurata nel 2017, è databile all'ultimo quarto del XII secolo ed è stato ipotizato possa appartenere allo stesso anonimo pittore che eseguì anche quella di Sant'Antimo, forse un artista di origine spoletina.[1] In effetti le corrispondenze non mancano: sono molto simili, se non uguali, la scelta di rappresentare i Dolenti a figura intera, i tipi fisionomici, il grafismo accompagnato all'uso di colori luminosi e vivaci.[2]
- Madonna di Monticchiello (1315 circa) di Pietro Lorenzetti, proveniente dalla pieve di San Leonardo e San Cristoforo a Monticchiello;
- Polittico con la Madonna col Bambino, tra i santi Marcellino, Laurentino, Leonardo e Agostino e sulle cuspidi Due arcangeli, san Pietro, Gesù Cristo redentore benedicente e san Paolo (1330 circa), di una scuola di Ugolino di Nerio, proveniente dalla chiesa di San Lorenzo di Monterongriffoli;
- Polittico con la Madonna col Bambino, san Giovanni Battista e san Giovanni evangelista (1340 circa), attribuito a Niccolò di Segna, proveniente dalla pieve di San Giovanni Battista a San Giovanni d'Asso;
- corale con miniature umbro-senesi (1270-1280 e altre di Lippo Vanni (1360), proveniente dall'abbazia di Santa Maria Assunta presso Montefollonico.

### Seconda sala
In questa seconda sala sono conservate in particolare le opere del XIV e XV secolo:
- Madonna della Misericordia (1364) di Bartolo di Fredi, proveniente dal Battistero di Pienza;
- Trittico a sportelli con la Madonna in trono con Gesù Bambino, l'Adorazione dei pastori, la Crocifissione e l'Annunciazione (fine XIV secolo), proveniente dal duomo;
- Madonna con Gesù Bambino (1410-1420) di Andrea di Bartolo, proveniente dalla chiesa di San Sigismondo a Montefollonico;
- Croce stazionale (1430), in rame dorato e smalti, opera di Goro di Neroccio;
- tabernacolo con la Madonna dell'Umiltà, santi e l'Annunciazione (1440 circa) del Maestro dell'Osservanza, proveniente dal duomo.

### Terza sala
In questa sala sono esposti gli splendidi arazzi fiamminghi del XV secolo che costituivano l'arredo tessile della Cattedrale. Di particolare rilievo storico-artistico:
- arazzo con la Crocifissione (terzo quarto del XV secolo), attribuito a Giachetto di Benedetto da Arras;
- arazzo con la Resurrezione della figlia di Giairo e la Guarigione dell'emorroissa (1470 -1490), attribuibile alla manifattura di Bruxelles o di Tournai;
- arazzo con la Messa di san Gregorio I papa con gli articoli del Credo (1495 - 1515), di manifattura bruxellese.

### Quarta sala
La quarta sala 4 è dedicata all'esposizione del manufatto più importante e prezioso tra quanti sono ospitati nel Museo pientino:
- Piviale di Pio II (1310 - 1340) con la raffigurazione delle Storie della Madonna, di santa Margherita d'Antiochia e santa Caterina d'Alessandria, ricamato in seta policroma, argento e perle, di manifattura inglese: questo paramento venne donato al papa da Tommaso Paleologo, despota di Morea, e da questi alla cattedrale pientina nel 1462;

### Quinta sala

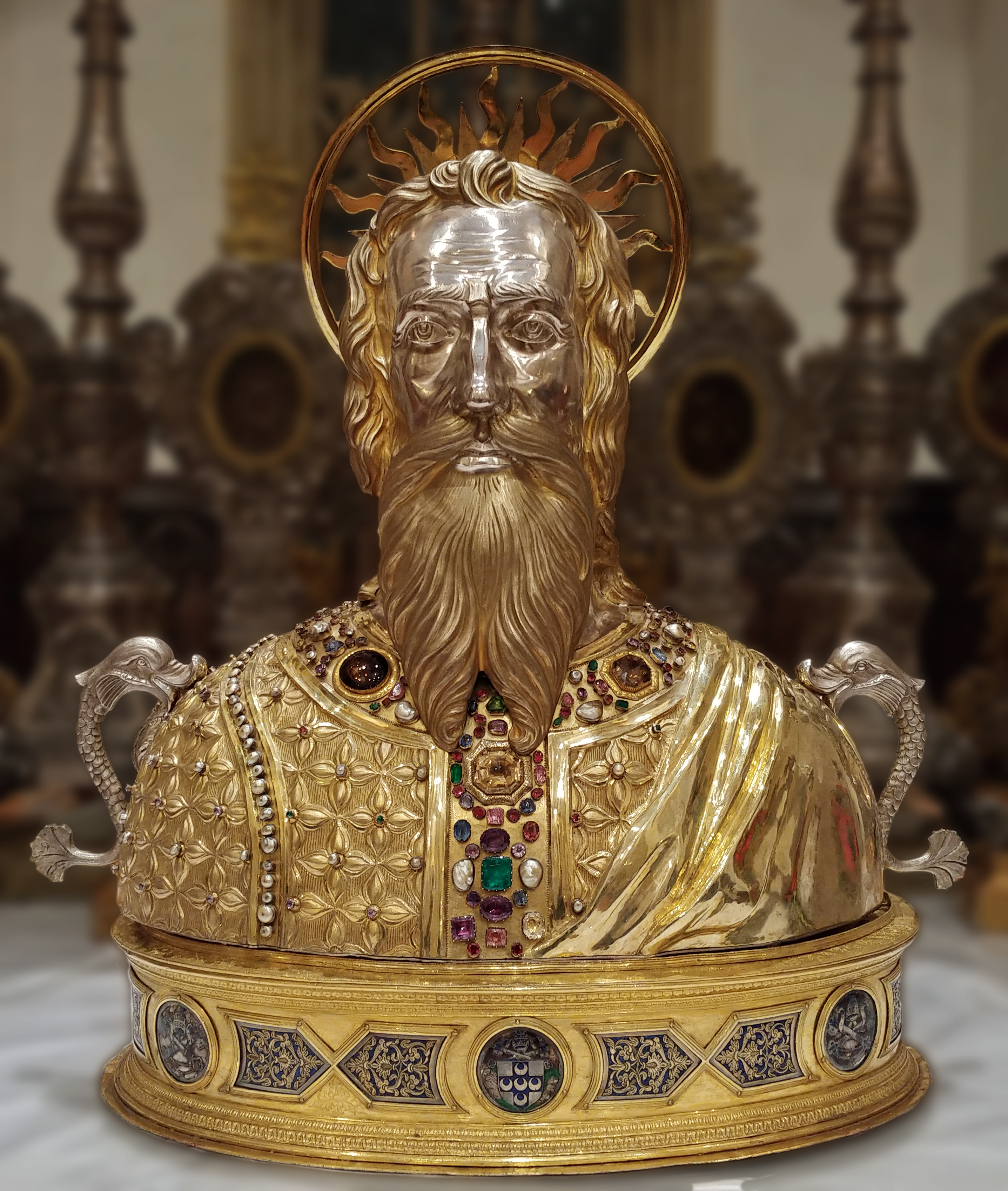
Simone di Giovanni Ghini, Busto reliquiario di Sant'Andrea (1462-1463)

Nella sala sono esposte, di particolare rilievo:
- Sacra conversazione e Annunciazione (1462), tavola di Lorenzo di Pietro detto il Vecchietta, proveniente da Spedaletto;
- Resurrezione miracolosa di un monaco benedettino (XV secolo), tavola di Lorenzo di Pietro detto il Vecchietta, proveniente monastero olivetano di Sant'Anna in Camprena;
- Reliquiario a croce (XIV secolo), in filigrana d'oro, di bottega serbo-bizantina;

(XIV secolo);
- Reliquiario a croce detta Croce del Corallo (1450 - 1460), di anonimo orafo tedesco;
- Reliquiario a busto di Sant'Andrea (1462 - 1463), opera dell'orafo fiorentino Simone di Giovanni Ghini, donato da papa Paolo VI nel 1964 a Pienza in cambio del reliquiario bizantino ottenuto da Pio II e da questi affidato al Duomo pientino, restituito nel 1964 alla chiesa ortodossa di Patrasso.
- Pastorale (1470 circa), in argento e smalti con il nodo lavorato a tempietto abitato da angeli che reggono targhe con lo stemma Piccolomini, commissionato dallo stesso Pio II ad una bottega orafa fiorentina.

### Sesta sala
La sesta sala conserva:

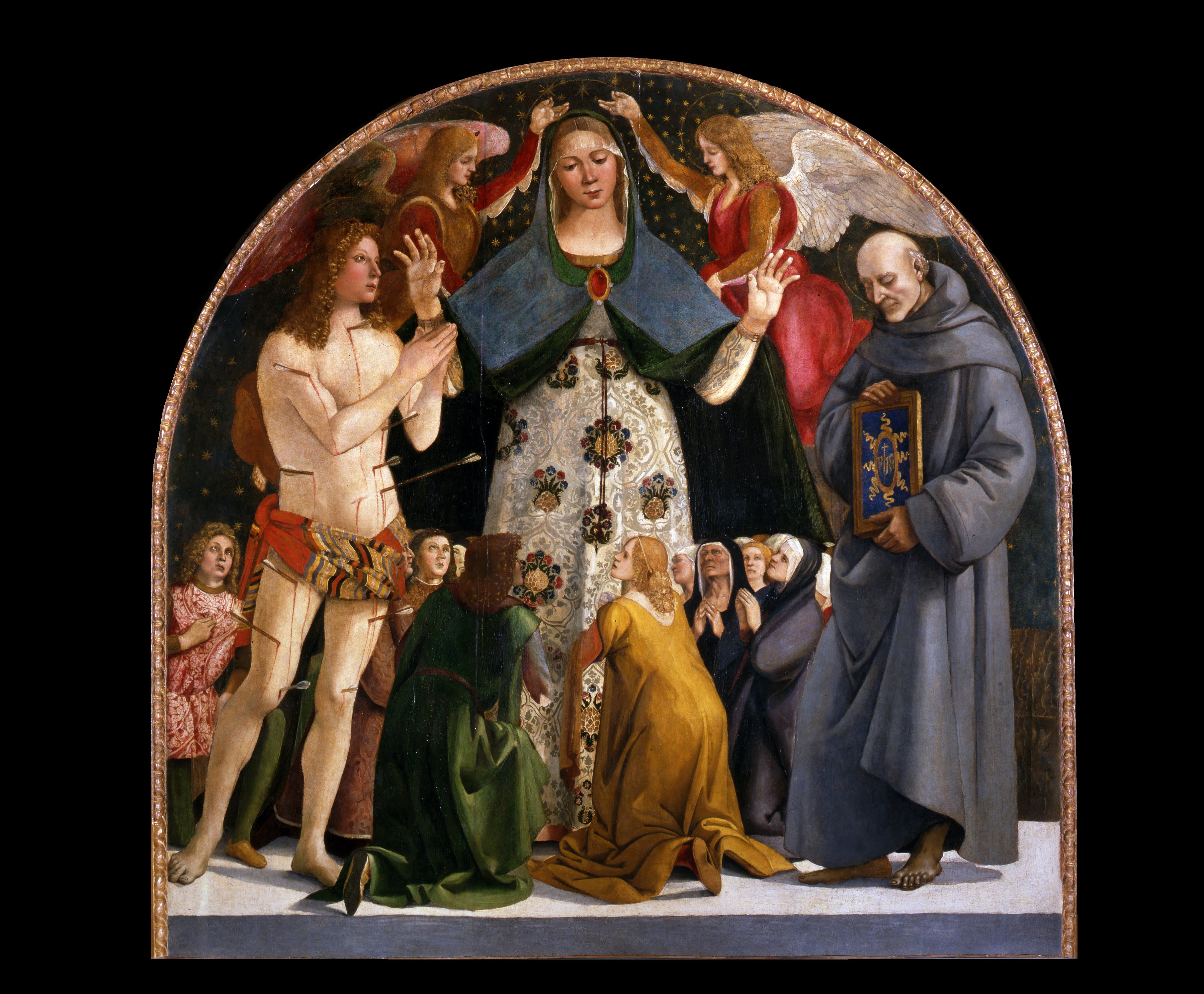
Luca Signorelli, Madonna della Misericordia (1495-1505)

- tre pannelli di predella con il Processo a san Sebastiano, la Crocifissione di Gesù Cristo e il Martirio di san Sebastiano (1470-1480 circa), attribuiti a Neroccio di Bartolomeo de' Landi, proveniente dalla Pieve della SS. Annunziata a Montisi;
- Madonna col Bambino (1490 circa), tavola di Guidoccio Cozzarelli, proveniente dalla Chiesa di San Leonardo di Montefollonico;
- Madonna col Bambino (1490 circa), tavola di Bernardino Fungai, proveniente dalla Chiesa di San Francesco di Pienza;
- Madonna della Misericordia con san Sebastiano e san Bernardino da Siena (1495 - 1505) di Luca Signorelli, proveniente dalla Chiesa di San Francesco a Pienza;
- Riposo dalla fuga in Egitto (1487 - 1504) di Fra' Bartolomeo, proveniente dal Palazzo vescovile di Pienza.

### Settima sala

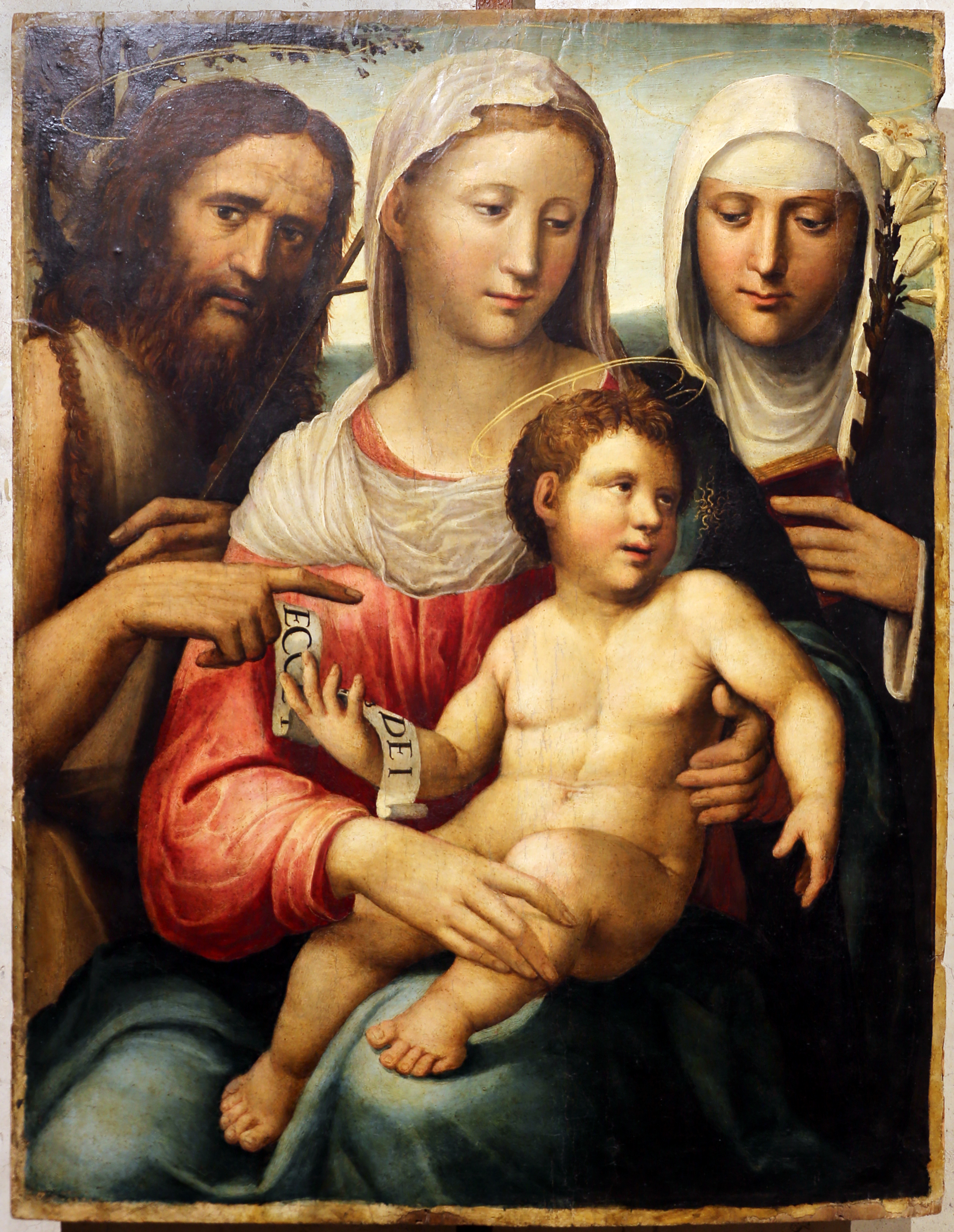
Bartolomeo Neroni, Sacra Famiglia con san Giovannino e santa Caterina (1535 circa)

In questa sala è documentata l'arte figurativa senese del XVI secolo: di questa scuola vi si trovano:
- Sacra Famiglia con san Giovannino (1540 circa), attribuita a Marco Bigio, proveniente dalla cappella del Palazzo vescovile di Pienza,
- Madonna col Bambino e san Giovanni Battista e santa Caterina da Siena, tavola di Bartolomeo Neroni detto il Riccio (1535 circa), proveniente dalla chiesa della Madonna del Tribbio presso San Giovanni d'Asso.
- Madonna del Rosario (1580), tela attribuita ad Arcangelo Salimbeni, proveniente dalla chiesa di San Lorenzo a Vergelle.

### Ottava sala
Nella sala sono conservati:
- Corali miniati (1460-1462), provenienti dalla cattedrale di Pienza, commissionati dal papa Pio II. Il complesso di questi codici constava in origine di otto antifonari, sei graduali e due salteri. Le loro miniature si debbono essenzialmente a pittori senesi, come Sano di Pietro, Pellegrino di Mariano e un anonimo miniatore fiorentino.
- due sportelli di ciborio con raffigurati San Pietro e San Paolo (metà del XVII secolo), attribuiti a Bernardino Mei, provenienti dalla chiesa di San Giovanni Battista a San Giovanni d'Asso.
- Croce stazionale (inizio del XVII secolo), attribuita a un seguace di Giambologna, proveniente dal Seminario diocesano di Pienza.

### Nona sala
La sala presenta:
- Busto di santa Caterina da Siena (XVI secolo), busto ligneo policromato di (o di Santa Brigida di Svezia), di esecuzione cinquecentesca, donato alla Cattedrale di Pienza;
- Statua di san Giovanni Battista (fine XVI secolo), statua in alabastro, proveniente dalla Chiesa di Sant'Anna in Camprena;
- Statua di santa Caterina d'Alessandria (seconda metà del XV secolo), in alabastro, proveniente dal Duomo.

### Decima sala

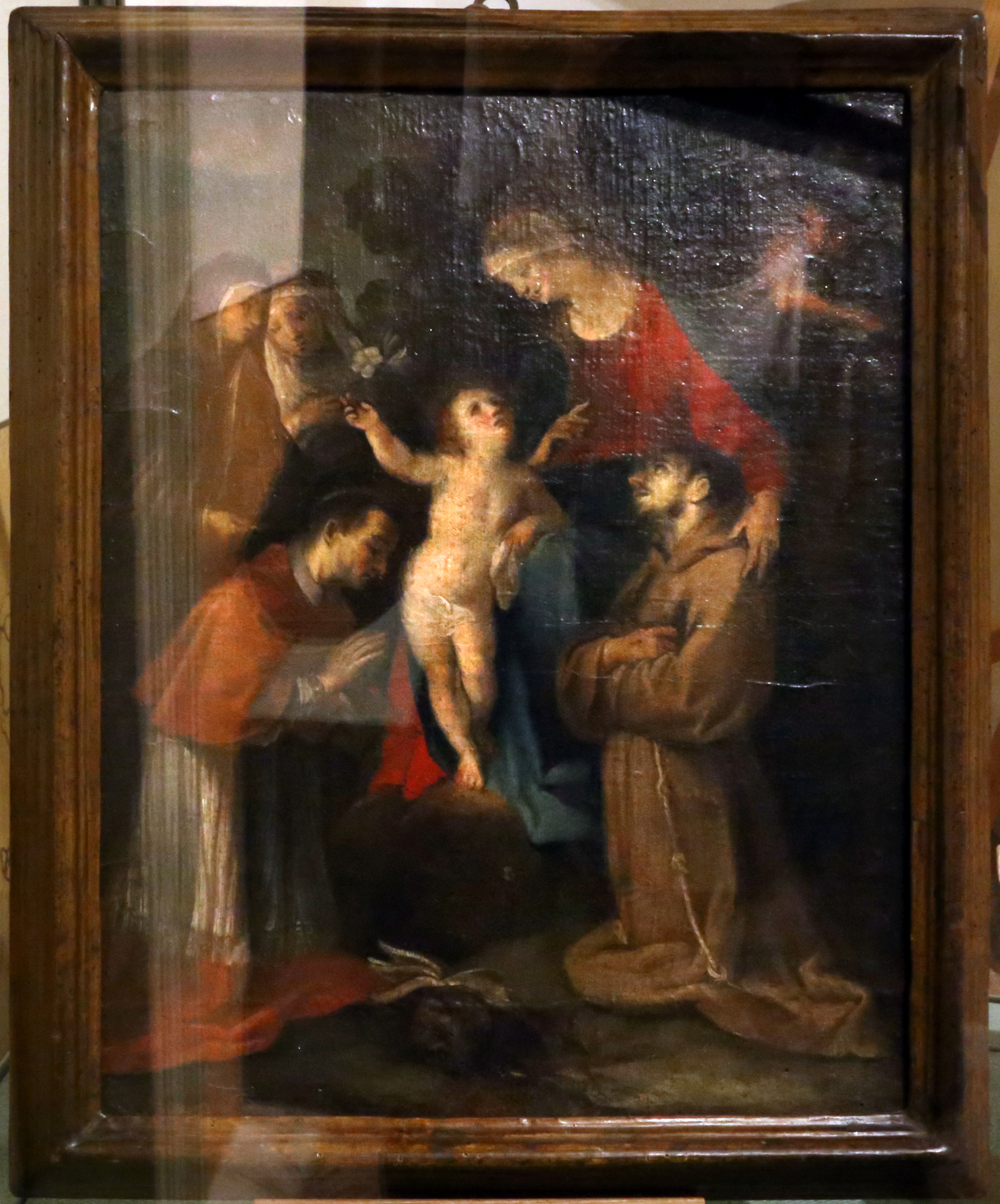
Francesco Rustici, bozzetto per la Madonna col Bambino e santi (1620 circa)

La Sala è caratterizzata da varie presenze pittoriche, anche di differenti scuole figurative, fra i quali si segnalano:
- Ritratto del vescovo Francesco Maria Piccolomini (1590 circa), opera di Ventura Salimbeni;
- Sacra Famiglia con i santi Francesco d'Assisi e Caterina da Siena (1610 circa), tela di Vincenzo Rustici, proveniente dalla Pieve di San Laurentino e San Pergentino di Cosona;
- bozzetto, dipinto a olio su carta, attribuito a Francesco Rustici detto il Rustichino, che riproduce la pala d'altare della Cappella del Conservatorio di San Carlo Borromeo di Pienza, opera dello stesso autore (1620 circa);
- San Carlo Borromeo (prima metà del XVII secolo), olio su tela, attribuita al fiammingo Giovanni Bilivert, proveniente dal Conservatorio di San Carlo Borromeo di Pienza;
- Adorazione dei Magi (1620 circa), attribuita a Jacopo Vignali, proveniente dal Conservatorio di San Carlo Borromeo di Pienza.

### Undicesima sala
La sala conclude il percorso storico-artistico del Museo pientino:
- Madonna col Bambino (fine XVII secolo), opera di Giuseppe Nicola Nasini, proveniente dal Conservatorio di San Carlo Borromeo di Pienza;
- Madonna col Bambino che consegna il rosario a san Benedetto da Norcia e a san Bruno (prima metà del XVIII secolo), opera attribuita a Francesco Trevisani, proveniente dal Conservatorio di San Carlo Borromeo di Pienza;
- Parato in lampasso broccato costituito da piviale, pianeta, stola e mitria (metà del XVI secolo), indossato da Alessandro Piccolomini, vescovo di Pienza (1535 - 1563), durante le solenni occasioni cerimoniali del Concilio di Trento.